# Rosheim
Rosheim é uma comuna francesa na região administrativa de Grande Leste, no departamento Baixo Reno. Estende-se por uma área de 29,53 km². Em 2010 a comuna tinha 5 336 habitantes (densidade: 180,7 hab./km²).

## Personalidades
- Jean-Marie Lehn (1939), prémio Nobel da Química de 1987